# Open Comunidad de Madrid
El Open Comunidad de Madrid es un torneo profesional de tenis. Pertenece al ATP Challenger Tour. Se juega desde el año 2022 sobre pistas de tierra batida al aire libre, en Madrid, España.

## Palmarés

### Individuales
| Año  | Campeón              | Finalista         | Resultado        |
| ---- | -------------------- | ----------------- | ---------------- |
| 2022 | Pedro Cachín         | Marco Trungelliti | 6–3, 6–7(3), 6–3 |
| 2023 | Alexander Shevchenko | Pedro Cachín      | 6–4, 6–3         |
| 2024 | Stefano Napolitano   | Leandro Riedi     | 6–3, 6–3         |
| 2025 | Kamil Majchrzak      | Marin Čilić       | 6–3, 4–6, 6–4    |

### Dobles
| Año  | Campeones                          | Finalistas                                | Resultado        |
| ---- | ---------------------------------- | ----------------------------------------- | ---------------- |
| 2022 | Adam Pavlásek Igor Zelenay         | Rafael Matos David Vega Hernández         | 6–3, 3–6, [10–6] |
| 2023 | Ivan Liutarevich Vladyslav Manafov | Patrik Niklas-Salminen Bart Stevens       | 6–4, 6–4         |
| 2024 | Harri Heliövaara Henry Patten      | Guido Andreozzi Miguel Ángel Reyes-Varela | 7–5, 7–6(1)      |
| 2025 | Francisco Cabral Lucas Miedler     | Jakub Paul David Pel                      | 7–6(2), 6–4      |